# Cynometra stenopetala
Cynometra stenopetala är en ärtväxtart som beskrevs av John Duncan Dwyer. Cynometra stenopetala ingår i släktet Cynometra, och familjen ärtväxter. Inga underarter finns listade i Catalogue of Life.